# Deutsche Fußballmeisterschaft der A-Junioren 2000/01
Die deutsche Fußballmeisterschaft der A-Junioren 2000/01 gewann der FC Bayern München. Im Endspiel in der Leverkusener BayArena siegte FC Bayern München am 1. Juli 2001 mit 3:2 gegen Bayer 04 Leverkusen.

## Teilnehmende Mannschaften
An der Endrunde zur deutschen A-Jugendmeisterschaft nahmen folgende Mannschaften teil:
- Werder Bremen (Meister Regionalliga Nord)
- VfL Wolfsburg (Vize-Meister Regionalliga Nord)
- Hertha BSC (Meister Regionalliga Nordost)
- Bayer 04 Leverkusen (Meister Regionalliga West)
- Borussia Dortmund (Vize-Meister Regionalliga West)
- 1. FC Kaiserslautern (Meister Regionalliga Südwest)
- FC Bayern München (Meister Regionalliga Süd)
- SC Freiburg (Vize-Meister Regionalliga Süd)

## Viertelfinale
| Datum          |                      | Gesamt |                     | Hinspiel | Rückspiel |
| -------------- | -------------------- | ------ | ------------------- | -------- | --------- |
| 10./13.06.2001 | Borussia Dortmund    | 2:4    | Werder Bremen       | 2:1      | 0:3       |
| 10./14.06.2001 | 1. FC Kaiserslautern | 3:6    | Bayer 04 Leverkusen | 1:2      | 2:4       |
| 10./14.06.2001 | FC Bayern München    | 7:3    | VfL Wolfsburg       | 4:1      | 3:2       |
| 10./14.06.2001 | SC Freiburg          | 2:1    | Hertha BSC          | 1:1      | 1:0       |

## Halbfinale
| Datum          |                   | Gesamt          |                     | Hinspiel | Rückspiel |
| -------------- | ----------------- | --------------- | ------------------- | -------- | --------- |
| 17./22.06.2001 | Werder Bremen     | 2:2 (3:4 i. E.) | Bayer 04 Leverkusen | 1:1      | 1:1       |
| 17./22.06.2001 | FC Bayern München | 8:2             | SC Freiburg         | 5:1      | 3:1       |

## Finale
| Bayer 04 Leverkusen                                         | Bayer 04 Leverkusen | FC Bayern München | FC Bayern München |
| ----------------------------------------------------------- | --- | --- | ----------------- |
| Bayer 04 Leverkusen                                         | \| Sonntag, 1. Juli 2001 um 11:15 Uhr in Leverkusen (BayArena) \| \| Ergebnis: 2:3 (0:0) \| \| Zuschauer: 17.900 \| \| Schiedsrichter: Lutz Wagner (Hofheim) \|                                                                                              | \| Sonntag, 1. Juli 2001 um 11:15 Uhr in Leverkusen (BayArena) \| \| Ergebnis: 2:3 (0:0) \| \| Zuschauer: 17.900 \| \| Schiedsrichter: Lutz Wagner (Hofheim) \| | FC Bayern München |
| Bayer 04 Leverkusen                                         | Vahid Spago – Thomas Hübener, Mirko Casper, Ferhat Kıskanç – Nasir El Kasmi, Domenico Cozza, Robert Zimnol (70. Gall Dhompiron), Tim Jerat, Tim Kruse (46. Alexander Meyer), Ioannis Masmanidis – Erkan Öztürk (46. Felix Bably) Cheftrainer: Thomas Hörster | Philipp Heerwagen – Dominik Haas, Markus Husterer, Peter Endres (65. Martin Ritzler) – Vincenzo Contento, Paul Thomik (55. Barbaros Barut), Markus Feulner, Philipp Lahm, Zvjezdan Misimović – Piotr Trochowski, Florian Heller (71. Yunus Karayün) Cheftrainer: Roman Grill | FC Bayern München |
| Bayer 04 Leverkusen                                         | 1:2 Jerat (72.) 2:2 Bably (78.) | 0:1 Haas (50.) 0:2 Misimović (70.) 2:3 Trochowski (89.) | FC Bayern München |
| Sonntag, 1. Juli 2001 um 11:15 Uhr in Leverkusen (BayArena) | | |                   |
| Ergebnis: 2:3 (0:0)                                         | | |                   |
| Zuschauer: 17.900                                           | | |                   |
| Schiedsrichter: Lutz Wagner (Hofheim)                       | | |                   |